# Reisebranche
Die Reisebranche (oder Reisemarkt) ist ein Wirtschaftszweig, der sämtliche mit einer Reise in Verbindung stehenden Dienstleistungen dem Reisenden anbietet.

## Allgemeines
Reisen können Urlaubsreisen oder Dienstreisen sein, die als Fahrtzweck entweder den Urlaubsverkehr (oder auch Freizeitverkehr) oder den Berufsverkehr zum Inhalt haben. Kunde der Reisebranche ist der Reisende, der als Dienstleistungen unter anderem Transportmittel (Eisenbahn, Flugzeug, Kraftfahrzeug oder Schiff), Unterkunft (Camping, Hotel, Jugendherberge) oder andere Reiseleistungen (Rundreise, Sightseeing, Tagesausflug) nachfragt und dafür einen Reisepreis entrichtet. Die Reisebranche tritt dabei meist als Reisevermittler zwischen dem Reisenden und dem Veranstalter (Eisenbahnunternehmen, Fluggesellschaft, Hotel) auf. Die Reisebranche übernimmt sowohl Pauschalreisen  als auch Individualreisen.
Auf dem Reisemarkt trifft das Angebot der Reisebranche, meist präsentiert in einem Reisekatalog, auf die Nachfrage der Reisenden, die als Gegenleistung den Reisepreis entrichten. Der zunehmende Massentourismus hat den Reisemarkt zu einem Massenmarkt umgeformt und in den EU-Mitgliedstaaten zu einer verbraucherfreundlichen Gestaltung des Reiserechts geführt.
Eine klassische Definition des Fremdenverkehrs beinhaltet die 1942 in der Schweiz begründete Fremdenverkehrslehre: „Fremdenverkehr ist der Inbegriff der Beziehungen und Erscheinungen, die sich aus der Reise und dem Aufenthalt Ortsfremder ergeben, sofern daraus keine dauerhafte Niederlassung entsteht und damit keine Erwerbstätigkeit verbunden ist.“

## Gliederung
Die Reisebranche gliedert sich in:
- Reisebüros
  - Reisevermittler,
  - Incoming-Agenturen,
  - Outgoing-Agenturen,
  - lokale Fremdenverkehrsvereine und - verbände;
- sonstige Touristikunternehmen
  - Reiseveranstalter
  - Paketreiseveranstalter
  - Charterfluggesellschaften
  - Hotels
  - Jugendherbergen
  - freiberufliche Reiseleiter
- Transportunternehmen
  - Fluggesellschaften,
  - Busunternehmen,
  - Reedereien,
  - Eisenbahn,
  - sonstige Personentransportunternehmen wie Taxi-Unternehmen.

Reisebüros vermitteln die durch Reiseveranstalter angebotenen Reisen, insbesondere Pauschalreisen, durch den meist sehr umfangreichen Reisekatalog.

## Abgrenzung
Die Reisebranche darf nicht mit dem Reisegewerbe verwechselt werden.